# Seidor
Seidor é uma empresa de consultoria de tecnologia com sede em Barcelona, Espanha. Fundada em Vic em 1982, em 2024 conta com uma equipa de 9.000 pessoas e uma presença direta em 45 países na Europa,  Estados Unidos, América Latina, Médio Oriente,  África e Ásia. Em agosto de 2024, The Carlyle Group tornou-se seu acionista majoritário.
A empresa tem uma carteira abrangente de serviços e soluções tecnológicas que cobrem as áreas da Inteligência Artificial, Planeamento de Recursos Empresariais, Experiência do Cliente, Experiência dos Colaboradores, Dados, Modernização de Aplicações, Computação em Nuvem, Computação de Borda, Conectividade e Cibersegurança.

## Histórico
Seidor foi fundada em 1982, em Vic (Barcelona), pelos irmãos Santiago e Andreu Benito. Inicialmente, a empresa dedicava-se ao desenvolvimento de aplicações informáticas de gestão empresarial personalizadas para pequenas e médias empresas. O nome "SEIDOR" é o acrónimo de "Sociedad de Estudios de Informática y de Organización", o seu nome original.  
Em 1983, a Seidor abriu o escritório de Barcelona, onde atualmente se encontra a sede mundial, e um ano mais tarde criou a Microsistemes para gerir o negócio da microinformática. Em 1984, iniciou a sua aliança com a IBM.
Em 1991, a empresa abriu o seu primeiro escritório em Madrid. No mesmo ano, iniciou a implementação de soluções ERP de gestão empresarial, que tem sido uma das suas principais áreas de negócio. Em 1992, incorporou Josep Benito, que se tornaria diretor-geral da empresa.
Em 1996, a Seidor tornou-se parceira da SAP, a empresa alemã de software de gestão empresarial, com o objetivo de obter um parceiro estratégico para o seu crescimento global. Durante a mesma década, a Seidor estabeleceu também uma aliança com a Microsoft, uma parceria que tem vindo a ser reforçada ao longo do tempo.
Em 2003, a Seidor adquiriu a Saytel, o que marcou o início da sua atividade no setor das grandes empresas. Em 2005, com a abertura de escritórios no Chile, iniciou a sua expansão internacional e entrou no negócio SAP para PME.
A primeira operação corporativa fora de Espanha ocorreu em 2010, com a incorporação da Crystal Solutions (Brasil), especializada em análise de dados. Em 2012, a empresa entrou no negócio da computação em nuvem e, durante 2014, continuou a sua expansão internacional, começando a colaborar com instituições e organizações globais como a União Europeia, as Nações Unidas e o Banco Mundial. Em 2016, a Seidor expandiu a sua presença global e continuou a diversificar a sua atividade em áreas como a transformação digital, a cibersegurança e o e-learning. Nesse mesmo ano, estabeleceu uma aliança com a AWS.
Em 2017, criou o primeiro Centro de Competência global no domínio SAP CX, em Valência, no Peru e em Taiwan. Em 2021, tornou-se parceiro da Salesforce e da Google Cloud, e, em 2022, entrou no domínio dos serviços de conectividade estabelecendo uma aliança com a Cisco. A partir de 2023, a empresa começou a desenvolver a área da  inteligência artificial e das tecnologias Edge. 
Em 2024, o grupo Carlyle tornou-se acionista da empresa, tendo Sergi Biosca sido nomeado CEO e Josep Benito, presidente executivo..

## Operações
A empresa realizou uma série de aquisições e integrações estratégicas de outras empresas para expandir a sua presença geográfica e as suas capacidades. As transações mais significativas incluem as seguintes:
- 2003: aquisição da Saytel (Espanha).
- 2010: primeira aquisição fora de Espanha, com a integração da Crystal Solutions (Brasil).[9]
- 2014: aquisição da Dispal (Espanha).[12]

- 2020: aquisição da Clariba (Médio Oriente);[13] integração da Deusto Sistemas (Espanha).[14]
- 2021: aquisição da NTS e da Avanti 21 (Espanha),[15] Metrocis (Argentina) e Sicnet (México).
- 2022: integração da Opentrends, Impala,[16] e Valnera (Espanha);[17]Workwell (França),[18] Viceri (Brasil), Nectia (Colômbia e Chile), Valkimia e Indecs (Argentina) e Innovativa (Peru).
- 2023: aquisição da Gunpowder e da ECA Consult (Itália);[19] Nubersia (Espanha), Teamsoft (Irlanda) e Little Fish (Suécia).
- 2024: integração da Gesein (Espanha),[20] e da HT High Technology (Itália).

## Expansão global
A empresa alargou a sua presença internacional, combinando a abertura de escritórios próprios com aquisições locais. A cronologia deste crescimento é a seguinte:
- 2005: Chile, Argentina e México.[21]
- 2007: Portugal.[22]
- 2010: Brasil.[23]
- 2013: Estados Unidos e Médio Oriente.
- 2014: Bélgica (Bruxelas).
- 2016: Reino Unido, Egito, Quênia, Maurícia, África do Sul e Tanzânia.
- 2017: Marrocos.
- 2019: Itália
- 2022: França, China, Singapura e Andorra.[24]
- 2023: Irlanda, Suécia, Etiópia,[25] e Tunísia.[26]

## Soluções e serviços
A empresa começou com por desenvolver aplicações de gestão empresarial para pequenas e médias empresas. Progressivamente, alargou os seus serviços e soluções tecnológicas e, por conseguinte, alargou também a sua presença geográfica para servir clientes de vários setores, bem como grandes empresas..
Os setores abrangidos incluem: administração pública, agroalimentar, alimentação e bebidas, banca e seguros, cerâmica, construção, consumo, distribuição farmacêutica, educação, produtos farmacêuticos, automóvel e aeronáutica, engenharia e maquinaria, imobiliário, produtos de processamento, produtos químicos, retalho, cuidados de saúde, serviços profissionais e transportes.
A Seidor oferece soluções em Inteligência Artificial, Planeamento de Recursos Empresariais (ERP), Experiência do Cliente (também CE ou CX), Experiência do Colaborador, Dados, Modernização de Aplicações, Computação em Nuvem, Tecnologias de Ponta, Conectividade e Cibersegurança.

## Inovação e desenvolvimento
A Seidor tem centros de inovação e competência em vários países:
Centros de competências de CX em Bilbau, Bogotá, Lima, Madrid, Santiago, Taipe e Valência; centros de competência de IA e Inovação em Barcelona, Bilbau, Dubai e Santiago; centros de competência de dados em Barcelona, Buenos Aires e Dubai; centros de competência de Workplace em Barcelona; centros de competências de Cloud Computing em Barcelona, Lima, São Paulo e Saragoça; e um centro de competências de Desenvolvimento de Aplicações em Kerala. Tem também centros de competências de cibersegurança em Barcelona, Cidade do México e Lima.
A consultora tecnológica colabora com diferentes organismos académicos e educativos, como a ESADE,a IESE, a San Telmo Business School,a Universitat Autónoma de Barcelona, a Deusto, a Universidad de Castilla la Mancha,a Universidad de Nebrija, a Universidad del País Vasco, Universitat Politècnica de Catalunya, Universitat Politècnica de Valencia, Universitat Oberta Catalunya (UOC), Universidad Internacional de La Rioja (UNIR), Universitat de València,   Universidad de Vic,  e Universidad del Desarrollo, em Santiago do Chile. Além disso, participa em vários encontros tecnológicos com universidades e empresas, integrando e preparando os alunos para estágios de formação no domínio das tecnologias de informação.

## Prêmios e reconhecimentos
A empresa recebeu vários prêmios e reconhecimento como parceiro tecnológico de referência de diferentes empresas de tecnologia, como a IBM, a SAP, a Microsoft, a Salesforce, a Google e a AWS.